# Parafia Przemienienia Pańskiego w Sierzchowach
Parafia Przemienienia Pańskiego w Sierzchowach – parafia rzymskokatolicka należąca do dekanatu Lubochnia w diecezji łowickiej.
Erygowana w 1394 roku.

## Zasięg parafii
Do parafii należą wierni z następujących miejscowości: Bartoszówka, Brzozówka, Gortatowice, Gustawów, Kolonia Mała Wieś, Kuczyzna, Mała Wieś, Mroczkowice, Parolice, Sierzchowy, Wiechnowice i Wylezinek.